# Le Grand-Saconnex
Le Grand-Saconnex ist eine politische Gemeinde im Kanton Genf in der Schweiz.

## Geschichte
Le Grand-Saconnex gelangte 1536 unter Berner Herrschaft. Ab 1601 gehörte es zu Frankreich. 1815 ging die Gemeinde an die Schweiz zum Kanton Genf.
In den 1960er-Jahren erlebte die Gemeinde einen grossen Zuwachs, es entstand ein suburbanes Zentrum zwischen der Stadt und dem Flughafen Genf (französisch Aéroport International de Genève) im Stadtteil Cointrin. Letzteres teilt Le Grand-Saconnex mit der Gemeinde Meyrin. In Le Grand-Saconnex haben viele Organisationen und der Messekomplex Palexpo ihren Sitz.
Erwähnt wurde Saconnex 1128 als Sacunay und 1215 als Saconai.

## Bevölkerung
| Bevölkerungsentwicklung | Bevölkerungsentwicklung | Bevölkerungsentwicklung | Bevölkerungsentwicklung | Bevölkerungsentwicklung | Bevölkerungsentwicklung | Bevölkerungsentwicklung | Bevölkerungsentwicklung | Bevölkerungsentwicklung | Bevölkerungsentwicklung | Bevölkerungsentwicklung | Bevölkerungsentwicklung | Bevölkerungsentwicklung |
| ----------------------- | ----------------------- | ----------------------- | ----------------------- | ----------------------- | ----------------------- | ----------------------- | ----------------------- | ----------------------- | ----------------------- | ----------------------- | ----------------------- | ----------------------- |
| Jahr                    | 1834                    | 1850                    | 1900                    | 1950                    | 1960                    | 1970                    | 2000                    | 2007                    | 2010                    | 2012                    | 2014                    | 2017                    |
| Einwohner               | 508                     | 538                     | 708                     | 1492                    | 3662                    | 6720                    | 8114                    | 10'607                  | 11'435                  | 11'847                  | 12'033                  | 12'130                  |

## Politik

### Legislative – Gemeinderat
- Grüne: 9
- SP: 5
- Mitte-GLP: 3
- FDP: 6
- MCG: 2
- SVP: 2

Die gesetzgeberische Gewalt wird durch den Munizipalrat (Conseil municipal) wahrgenommen. Er zählt 27 Sitze und wird alle fünf Jahre direkt vom Volk im Proporzwahlverfahren mit einer 7-Prozent-Hürde gewählt. Der Munizipalrat bestimmt das Stadtbudget und stimmt über Vorlagen der Stadtregierung (Conseil administratif) ab. Ausserdem kann er selber Vorstösse lancieren. Die oben stehende Grafik zeigt die Sitzverteilung nach den letzten Gemeindewahlen vom März 2025.

## Verkehr
In Le Grand-Saconnex verkehrt der Trolleybus Genf, der vom Verkehrsunternehmen Transports publics genevois (TPG) betrieben wird. Zudem befinden sich die Hälfte des Flughafens Genf sowie der Bahnhof Genève-Aéroport auf dem Gemeindegebiet.

## Persönlichkeiten
- Thierry Vernet (1927–1993), Maler, Zeichner, Kupferstecher, Illustrator und Bühnenbildner